# Telescópio gigante do futuro chinês
O Telescópio Gigante do Futuro Chinês (CFGT) é um telescópio óptico proposto com um espelho primário de 30 metros de diâmetro.

## Características
O Telescópio Gigante do Futuro Chinês tem uma razão focal primária de 1,2. Seu espelho primário é segmentado com 1020 subespelhos anulares dispostos em 17 anéis concêntricos. Cada segmento tem comprimento e largura médios de 0,8 m. Além de um foco Cassegrain convencional, quatro focos Nasmyth em duas plataformas de deck duplo em ambos os lados também estão presentes. Existe um foco Coudé previsto para esse arranjo interferométrico. O espelho secundário comparativamente pequeno tem 2,74 m de diâmetro, que servirá para correções ativas. Outras características incluem:
- Subespelhos anulares parciais
- Um dos espelhos planos coude é asférico; melhor qualidade de imagem é obtida de tal sistema.
- Um par de prismas de lente é usado em um sistema de amplo campo de visão para obter uma melhor qualidade de imagem e corrigir a dispersão atmosférica.[3]